# マクラウド (カリフォルニア州)

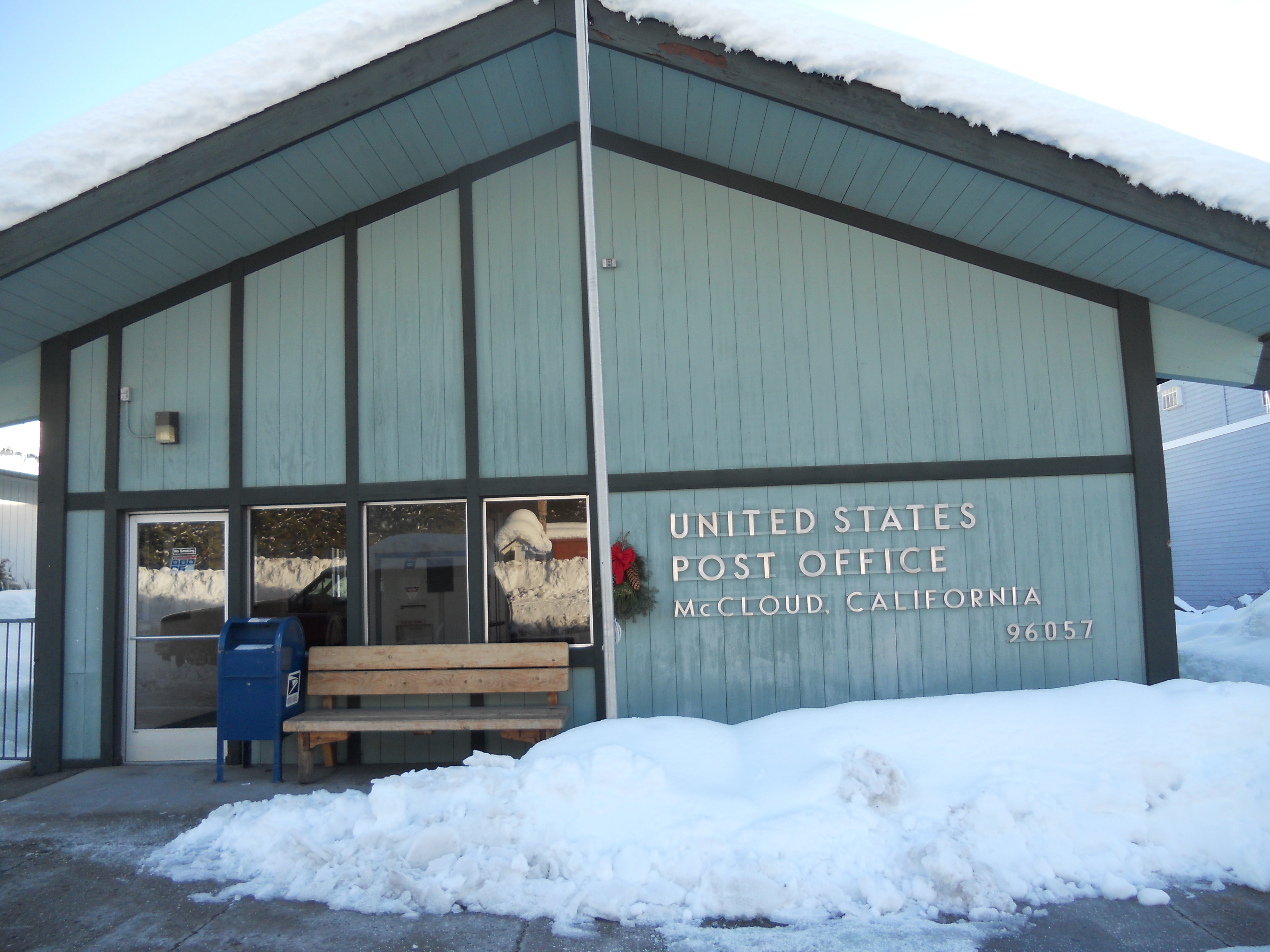
マクラウド郵便局

マクラウド（McCloud）とは、アメリカ合衆国カリフォルニア州シスキュー郡にある町（国勢調査指定地域）である。

## 地理
マクラウドは、41°15'17"N122°8'11" W（41.254682、-122.136321）に位置し、シャスタ山の南斜面標高997mのところにある。

### 人口
2000年の国勢調査では、1343人であったが2010年の国勢調査では1101人であった。

## 政治
マクラウドは、カリフォルニア州の第一議員選挙区である。